# 小行星5182
小行星5182（5182 Bray）是一颗绕太阳运转的小行星，为主小行星带小行星。该小行星于1989年7月1日发现。

## 轨道参数
小行星5182的轨道半长轴为2.5885821 UA，离心率为0.157。